# Together Through Life
Together Through Life — тридцять третій студійний альбом американського музиканта та автора пісень Боба Ділана, виданий 28 квітня 2009 року лейблом Columbia Records. Альбом дебютував на першому рядку у США та Великій Британії. Це перший альбом Ділана після New Morning 1970 року, який піднявся на першу сходинку британського чарту.
Альбом отримав дві нагороди Греммі у номінаціях «Найкращий альбом в стилі американа» і «Найкраще сольне вокальне рок виконання» за пісню «Beyond Here Lies Nothin'».

## Про альбом
Ділан написав всі пісні крім однієї у співавторстві із Робертом Хантером, автором багатьох текстів гурту Grateful Dead, із котрим він раніше написав дві пісні із альбому Down in the Groove. Пізніше в інтерв'ю журналу Rolling Stone Ділан сказав:
|  | Хантер - мій старий приятель, ми, напевне, могли б написати сотню пісень разом якби подумали, що це важливо і на те були вагомі причини... У нього є свій стиль у словах і в мене також. Ми обидва пишемо пісні, які відрізняються від того, що сьогодні підходить для написання. Оригінальний текст (англ.) Hunter is an old buddy, we could probably write a hundred songs together if we thought it was important or the right reasons were there… He’s got a way with words and I do too. We both write a different type of song than what passes today for songwriting.» |

Єдиний, окрім Хантера, у співпраці з ким писав Ділан, був Жак Леві, із яким було написано більшість пісень для альбому Desire 1976 року.
Інформація про новий альбом Ділана, опублікована в журналі Rolling Stone, стала певною несподіванкою, адже про цю роботу не було офіційного пресс-релізу до 16 березня 2009 року — тобто менш ніж за два місяці до дати презентації.
Ділан сам виступив продюсером даної платівки під псевдонімом Jack Frost, якій він вже використовував для альбомів «Love and Theft» і Modern Times.
В інтерв'ю із Біллі Фленегеном Ділан обговорював лише одну пісню, яка не увійшла в цей альбом — «Chicago After Dark». Досить імовірно, що ця пісня повинна була бути в альбомі, але була виключена із кінцевої версії.

## Список пісень
1-ий диск
| #   | Назва                       | Тривалість |
| --- | --------------------------- | ---------- |
| 1.  | «Beyond Here Lies Nothin'»  | 3:51       |
| 2.  | «Life Is Hard»              | 3:39       |
| 3.  | «My Wife's Home Town»       | 4:15       |
| 4.  | «If You Ever Go to Houston» | 5:49       |
| 5.  | «Forgetful Heart»           | 3:42       |
| 6.  | «Jolene»                    | 3:51       |
| 7.  | «This Dream of You»         | 5:54       |
| 8.  | «Shake Shake Mama»          | 3:37       |
| 9.  | «I Feel a Change Comin' On» | 5:25       |
| 10. | «It's All Good»             | 5:28       |

2-ий диск
(ця частина — одна із радіопрограм Ділана, «Theme Time Radio Hour», присвячена «друзям і сусідам»
| #   | Назва                                    | Тривалість |
| --- | ---------------------------------------- | ---------- |
| 1.  | «Howdy Neighbor»                         |            |
| 2.  | «Don't Take Everybody to Be Your Friend» |            |
| 3.  | «Diamonds Are a Girl's Best Friend»      |            |
| 4.  | «La Valse de Amitie»                     |            |
| 5.  | «Make Friends»                           |            |
| 6.  | «My Next Door Neighbor»                  |            |
| 7.  | «Let's Invite Them Over»                 |            |
| 8.  | «My Friends»                             |            |
| 9.  | «Last Night»                             |            |
| 10. | «You've Got a Friend»                    |            |
| 11. | «Bad Neighborhood»                       |            |
| 12. | «Neighbours»                             |            |
| 13. | «Too Many Parties and Too Many Pals»     |            |
| 14. | «Why Can't We Be Friends»                |            |

3-ій диск
| #  | Назва                                   | Тривалість |
| -- | --------------------------------------- | ---------- |
| 1. | «Roy Silver – The Lost Interview (DVD)» |            |